# Ctenolimnophila venustipennis
Ctenolimnophila venustipennis är en tvåvingeart som först beskrevs av Alexander 1925.  Ctenolimnophila venustipennis ingår i släktet Ctenolimnophila och familjen småharkrankar. Inga underarter finns listade i Catalogue of Life.